# Sätsijärvi (sjö i Salla, Lappland, Finland)
Sätsijärvi eller ryska:Ozero Syatsiyarvi är en sjö i Finland. Den ligger i kommunen Salla i landskapet Lappland, i den norra delen av landet, 800 km norr om huvudstaden Helsingfors. Ozero Syatsiyarvi ligger 297,9 meter över havet. Arean är 49,6 hektar och strandlinjen är 3,9 kilometer lång. Sjön  ingår i Kemi älvs huvudavrinningsområde. 